# أول مقالة لكانتور عن نظرية المجموعات

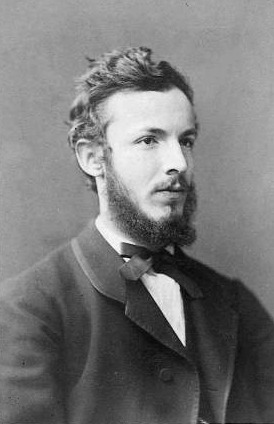
جورج كانتور، 1870

مقالة نظرية المجموعات الأولى لجورج كانتور- تتضمن أولى نظريات المجموعة غير المنتهية لجورج كانتور، والتي تدرس المجموعات اللانهائية وخصائصها. أحد خصائص هذه النظريات هو "اكتشافه الانقلابي" بأن مجموعة كل الأعداد الحقيقية غير قابلة للعد، والقابلة للعد لانهائية. تم إثبات هذه النظرية باستخدام أول برهان لعدم إمكانية العد لكانتور، وهو يختلف بطبيعة الحال عن برهانه الأكثر شيوعًا عن طريق ما يسمى بــ حجة كانتور القطرية. وقد جاءت المقالة بعنوان" حول خاصية مجموعة كل الأعداد الجبرية الحقيقية " وهي تشير إلى نظريته الأولى: مجموعة الأعداد الجبرية الحقيقية قابلة للعد. نُشرت مقالة كانتور في عام 1874م. وفي عام 1879م، قام كانتور بتعديل برهانه لعدم إمكانية العد باستخدام المفهوم الطوبولوجي للمجموعة الكثيفة في فترة زمنية.
مقالة كانتور، تتضمن أيضًا برهانًا على وجود الأعداد المتسامية. كل من البراهين البنّاءة وغير البنّاءة، تم تقديمها على أنها "برهان كانتور". وقد أدى تداول تقديم البراهين غير البنّاءة، إلى تصور خاطئ مفاده أن حجج كانتور غير بنّاءة. نظرًا لأن البرهان الذي نشره كانتور إما ينتج عنه أعدادًا متسامية أو لا، فإن تحليل مقالته يمكن أن يحدد ما إذا كان هذا البرهان بناءً أم لا. تُوضح مراسلات كانتور مع ريتشارد ديديكيند مدى تطور أفكاره، وتكشف أيضًا كيف كان لدي كانتور خيار بين برهانين: الأول برهان غير بناء، يستخدم عدم إمكانية عد الأعداد الحقيقية. والثاني برهان بناء لا يستخدم عدم إمكانية عدها.
مؤرخو الرياضيات قاموا بدراسة مقالة كانتور، والتداعيات التي كتبت فيها. واكتشفوا بعض الحقائق، والتي منها على سبيل المثال، أن كانتور وجهت إليه النصيحة باستبعاد مبرهنته بعدم إمكانية العد في المقالة التي قدمها - والتي أضافها أثناء مراجعته لمسودة المقالة . وقد ارجعوا هذه الحقائق وغيرها حول المقالة إلى تأثير كل من: كارل فايرشتراس وليوبلد كرونكر. كما قام المؤرخون أيضًا بدراسة مساهمات ديديكيند في المقالة، بما في ذلك مساهماته في نظرية قابلية عد الأعداد الجبرية الحقيقية. بالإضافة إلى ذلك، فقد أدركوا الدور الذي تلعبه نظرية عدم القدرة على العد ومفهوم القدرة على العد في تطوير نظرية المجموعات، ونظرية القياس، وتكامل لوبيغ.

## المقال
تعد مقالة كانتور قصيرة إلى حد ما، فهي أقل من أربع صفحات ونصف.  يبدأ فيها بمناقشة الأعداد الجبرية الحقيقية، وبيان نظريته الأولى: يمكن وضع مجموعة الأعداد الجبرية الحقيقية في تقابل واحد لواحد مع مجموعة الأعداد الصحيحة الموجبة. ويعيد كانتور صياغة هذه النظرية بعبارات مألوفة أكثر لدى علماء الرياضيات في عصره فيقول: "يمكن كتابة مجموعة الأعداد الجبرية الحقيقية على هيئة متتالية لا نهائية يظهر فيها كل رقم مرة واحدة فقط." 
تعمل نظرية كانتور الثانية مع المجال الفاصل [ a ،b ]، وهي مجموعة الأعداد الحقيقية ≥a و ≤b. والنظرية تنص على الآتي: إذا أعطيت أي متتالية من الأعداد الحقيقية ...x 1 ، x 2 ، x 3 وأي فاصل [ a ،b ]، يوجد رقم في [a،b ] التي لا توجد في التسلسل المحدد. ومن ثم، هناك عدد لا نهائي من هذه الأعداد.
يلاحظ كانتور أن الجمع بين نظريتيه يؤدي إلى إثبات جديد لنظرية ليوفيل التي تنص على أن كل فاصل [a ،b ] يحتوي على عدد لا نهائي من الأعداد المتسامية.
ثم يلاحظ كانتور أن نظريته الثانية هي:
السبب الذي يجعل مجموعات الأعداد الحقيقية التي تشكل ما يسمى بالسلسلة المستمرة (مثل جميع الأعداد الحقيقية التي تكون ≥ 0 و ≥ 1) لا يمكن أن تتوافق واحدًا لواحد مع المجموعة (ν) [مجموعة جميع الأعداد الصحيحة الموجبة]؛ وهكذا وجدت الفرق الواضح بين ما يسمى بالاستمرارية ومجموعة مثل مجموع الأعداد الجبرية الحقيقية.
وهذه الملاحظة تحتوي على نظرية عدم قابلية العد لكانتور، والتي تنص فقط على أن الفترة الزمنية [a ،b] لا يمكن وضعها في تطابق واحد لواحد مع مجموعة الأعداد الصحيحة الموجبة. ولكنها لا تنص على أن هذه الفترة هي مجموعة لا نهائية من عدد أكبر من مجموعة الأعداد الصحيحة الموجبة. تم تعريف العلاقة الأساسية في مقالة كانتور التالية، والتي تم نشرها في عام 1878م.
| إثبات نظرية عدم قابلية العد لكانتور |
| --- |
| لم يثبت كانتور صراحة نظريته حول عدم إمكانية العد، والتي تتبع بسهولة نظريته الثانية. يمكن إثبات ذلك باستخدام الإثبات بالتناقض. افترض أن الفاصل الزمني [a،b ] يمكن وضعها في تطابق واحد لواحد مع مجموعة الأعداد الصحيحة الموجبة، أو على نحو مكافئ: الأعداد الحقيقية في [ a ،b ] يمكن كتابتها على هيئة تسلسل يظهر فيه كل عدد حقيقي مرة واحدة فقط. بتطبيق نظرية كانتور الثانية على هذه المتتالية و [ a ،b ] ينتج عددًا حقيقيًا في [ a ،b ] التي لا تنتمي إلى التسلسل. وهذا يتناقض مع الافتراض الأصلي ويثبت نظرية عدم القدرة على العد. |

كانتور يذكر فقط نظريته حول عدم إمكانية العد. ولكنه لا يستعملها في أي برهان.

## البراهين

### النظرية الأولى

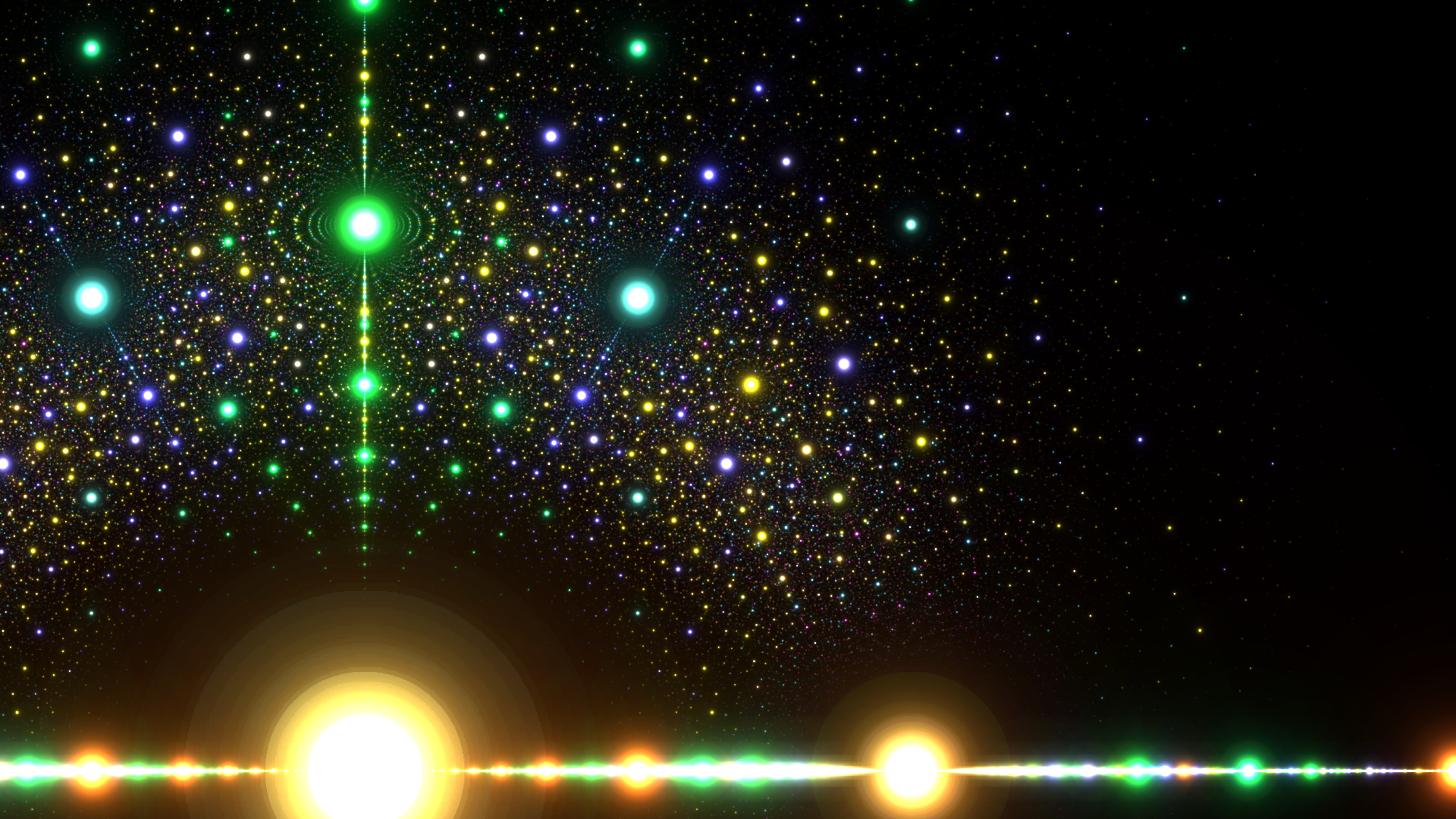
الأعداد الجبرية في المستوى المركب ملونة حسب درجة الحدود المتعددة. (أحمر = 1, أخضر = 2, أزرق = 3, اصفر = 4). تصبح النقاط أصغر عندما تصبح معاملات الحدود الصحيحة أكبر.

لإثبات أن مجموعة الأعداد الجبرية الحقيقية قابلة للعد، حدد ارتفاع متعددة الحدود من الدرجة n مع معاملات صحيحة على النحو التالي:
n-1+| a0 |+|a 1 |+...+|an ، حيثa 0 ،a 1 ، ... , a n هي معاملات الحدود المتعددة. رتب متعددة الحدود حسب ارتفاعها، ورتب الجذور الحقيقية لمتعددة الحدود التي لها نفس الارتفاع حسب الترتيب العددي. نظرًا لوجود عدد محدود فقط من جذور متعددة الحدود ذات ارتفاع معين، فإن هذه الترتيبات تضع الأعداد الجبرية الحقيقية في تسلسل. وقد ذهب كانتور إلى خطوة أبعد وأنتج تسلسلًا يظهر فيه كل عدد جبري حقيقي مرة واحدة فقط. لقد فعل ذلك من خلال استخدام متعددة الحدود التي لا يمكن اختزالها على الأعداد الصحيحة فقط. يحتوي الجدول التالي على بداية تعداد كانتور.
| تعداد كانتور للأعداد الجبرية الحقيقية | تعداد كانتور للأعداد الجبرية الحقيقية | تعداد كانتور للأعداد الجبرية الحقيقية |
| ------------------------------------- | ------------------------------------- | ------------------------------------- |
| رقم جبري حقيقي                        | متعدد الحدود                          | ارتفاع متعدد الحدود                   |
| x1 = 0                                | x                                     | 1                                     |
| x2 = −1                               | x + 1                                 | 2                                     |
| x3 = 1                                | x − 1                                 | 2                                     |
| x4 = −2                               | x + 2                                 | 3                                     |
| x5 = −12                              | 2x + 1                                | 3                                     |
| x6 = 12                               | 2x − 1                                | 3                                     |
| x7 = 2                                | x − 2                                 | 3                                     |
| x8 = −3                               | x + 3                                 | 4                                     |
| x9 = −1 − √52                         | x2 + x − 1                            | 4                                     |
| x10 = −√2                             | x2 − 2                                | 4                                     |
| x11 = −1√2                            | 2x2 − 1                               | 4                                     |
| x12 = 1 − √52                         | x2 − x − 1                            | 4                                     |
| x13 = −13                             | 3x + 1                                | 4                                     |
| x14 = 13                              | 3x − 1                                | 4                                     |
| x15 = −1 + √52                        | x2 + x − 1                            | 4                                     |
| x16 = 1√2                             | 2x2 − 1                               | 4                                     |
| x17 = √2                              | x2 − 2                                | 4                                     |
| x18 = 1 + √52                         | x2 − x − 1                            | 4                                     |
| x19 = 3                               | x − 3                                 | 4                                     |

### النظرية الثانية
كل ما يحتاج إلى إثبات هو فقط الجزء الأول من النظرية الثانية لكانتور. والذي ينص على: إذا أعطيت أي متوالية من الأعداد الحقيقية ........,x 1 ، x 2 ، x 3 ، وأي فاصل [ a ،b ]، يوجد رقم في [a ،b ] التي لا توجد في التسلسل المحدد. 
للعثور على رقم في [ a ،b ] التي لا توجد في المتتالية المعطاة، نقوم بإنشاء متتاليتين من الأعداد الحقيقية على النحو التالي: نوجد أول عددين من المتتالية المعطاة الموجودين في المجال الفاصل(a ،b ). ثم نقم بالإشارة إلى الأصغر من هذين الرقمين بـ a 1 والأكبر بـ b 1 . وبالمثل، نبحث عن أول رقمين من التسلسل المعطى الموجودين في ( a 1 ،b 1 ). ونقوم بالإشارة إلى الأصغر بـ a 2 وإلى الأكبر بـ b 2. واستمرار مثل هذا الإجراء سيؤدي إلى إنشاء سلسلة من الفواصل الزمنية (a 1 ،b 1 )، ( a 2 ،b 2 )، (a 3 ،b 3 )،... بحيث يحتوي كل فاصل في التسلسل على جميع الفواصل اللاحقة—وهذا يعني أنه يقوم بإنشاء سلسلة من الفواصل الزمنية المتداخلة . وهذا يعني أن المتتالية a 1 ، a 2 ، a 3 ،... تتزايد والمتتالية b 1 ، b 2 ، b 3 ،... تتناقص.
إما أن يكون عدد الفواصل الزمنية المولدة منتهيًا، أو يكون غير منتهي. فإذا كان منتهيًا، ندع ( a L ،b L ) لتكون الفاصل الأخير. ,وإذا كان لانهائيًا، نأخذ نهاية المتتالية

الحالة 1: الفترة الأخيرة (أ _{ل} ، ب _{ل})

a ∞=lim n→∞a n و
b ∞=limn→∞b n . حيث an<b n لجميع n، سواء أكانت a ∞=b ∞ أو∞a ∞<b .
ومن ثم، هناك ثلاث حالات ينبغي أخذها في الاعتبار:
الحالة 1: هناك فاصل أخير (a L ،b L ). نظرًا لأنه لا يمكن أن يوجد أكثر من x n واحد في هذه الفترة، فإن كل y في هذه الفترة باستثناء x n (إذا كان موجودًا) ليس في التسلسل المعطى.

الحالة الثانية: أ _{∞} = ب _{∞}

الحالة 2: ∞a∞=b ∞ . ثم لا يكون ∞ في المتتالية لأنه بالنسبة لجميع n: a ∞ في الفاصلة ( a n ،b n ) لكن x n لا تنتمي إلى ( a n ،b n ). بالرموز: a ∞∈( a n ،b n ) لكن x n∉( a n ،b n ).
الحالة 3: ∞a ∞<b . ثم كل y في [ ∞a ∞ ،b ] غير موجود في التسلسل المعطى لأنه بالنسبة لجميع n: y ينتمي إلى ( a n ،b n ) لكن x n لا ينتمي.

وهكذا يكون الإثبات كاملاً؛ لأنه في جميع الحالات يوجد على الأقل عدد حقيقي واحد في [ a ،b ] تم العثور على عدم وجوده في التسلسل المحدد. 

الحالة 3: أ _{∞} < ب _{∞}

وعليه يمكن القول: إن براهين كانتور بنّاءة، وتم استخدامها لكتابة برنامج (حاسوب) والذي يقوم بإنشاء أرقام عدد متسامي. ويقوم هذا البرنامج بتطبيق بناء كانتور على تسلسل يحتوي على جميع الأعداد الجبرية الحقيقية الواقعة بين 0 و 1. والمقالة التي تناقش هذا البرنامج تقدم بعض مخرجاته، والتي توضح كيف يولد البناء متساميًا.

### مثال على بناء كانتور
المثال الآتي يوضح كيفية عمل بناء كانتور. نأخذ بعين الاعتبار التسلسل:12, 13, 23, 14, 34, 15, 25, 35, 45, ... يتم الحصول على هذا التسلسل عن طريق ترتيب الأعداد الكسرية الواقعة بين (0،1) عن طريق زيادة المقامات، وترتيب الأعداد التي لها نفس المقام عن طريق زيادة قيمة البسط، وحذف الكسور القابلة للاختزال. يوضح الجدول أدناه الخطوات الخمس الأولى للبناء.
| فاصلة (فترة)                                                         | العثور على الفاصل الزمني التالي | الفاصل الزمني (عشري)                                     |
| -------------------------------------------------------------------- | --- | -------------------------------------------------------- |
| {\displaystyle \left(\;{\frac {1}{3}},\;\;\!{\frac {1}{2}}\;\right)} | {\displaystyle \;{\frac {2}{3}},\;\!{\frac {1}{4}},\;\!{\frac {3}{4}},\;\!{\frac {1}{5}},\;\!{\color {red}{\frac {2}{5}},}\;\!\;\!{\frac {3}{5}},\;\!{\frac {4}{5}},\;\!{\frac {1}{6}},\;\!{\frac {5}{6}},\;\!{\frac {1}{7}},\;\!{\frac {2}{7}},\;\!{\color {red}{\frac {3}{7}}}} | {\displaystyle \left(0.3333\dots ,\;0.5000\dots \right)} |
| {\displaystyle \left(\;{\frac {2}{5}},\;\;\!{\frac {3}{7}}\;\right)} | {\displaystyle \;{\frac {4}{7}},\;\dots ,\;{\frac {1}{12}},{\color {red}{\frac {5}{12}},}\;\!{\frac {7}{12}},\;\dots ,\;{\frac {6}{17}},{\color {red}{\frac {7}{17}}}} | {\displaystyle \left(0.4000\dots ,\;0.4285\dots \right)} |
| {\displaystyle \left({\frac {7}{17}},{\frac {5}{12}}\right)}         | {\displaystyle {\frac {8}{17}},\;\!\dots ,\;\!{\frac {11}{29}},{\color {red}{\frac {12}{29}},}\;\!{\frac {13}{29}},\;\dots ,\;{\frac {16}{41}},{\color {red}{\frac {17}{41}}}} | {\displaystyle \left(0.4117\dots ,\;0.4166\dots \right)} |
| {\displaystyle \left({\frac {12}{29}},{\frac {17}{41}}\right)}       | {\displaystyle {\frac {18}{41}},\;\!\dots ,\;\!{\frac {27}{70}},{\color {red}{\frac {29}{70}},}\;\!{\frac {31}{70}},\;\dots ,\;{\frac {40}{99}},{\color {red}{\frac {41}{99}}}}                                                                                                   | {\displaystyle \left(0.4137\dots ,\;0.4146\dots \right)} |
| {\displaystyle \left({\frac {41}{99}},{\frac {29}{70}}\right)}       | {\displaystyle {\frac {43}{99}},\dots ,{\frac {69}{169}},{\color {red}{\frac {70}{169}},}\;\!{\frac {71}{169}},\,\dots ,{\frac {98}{239}},{\color {red}{\frac {99}{239}}}} | {\displaystyle \left(0.4141\dots ,\;0.4142\dots \right)} |

يحتوي العمود الأول في الجدول على الفواصل الزمنية ( a n ،b n ). في حين يسرد العمود الثاني الحدود التي تمت زيارتها أثناء البحث عن أول حدين في ( a ،b n ). وهذين الحدين تم تعليمهما باللون الأحمر. ونظرًا لأن التسلسل يحتوي على جميع الأعداد الكسرية ما بين (0،1) لذلك ينتج عن البناء عدد غير كسري، والذي يتبين أنه √2−1.

## برهان عدم قابلية العد لكانتور عام 1879م

### كثيفة في كل مكان
نشر كانتور برهانًا جديدًا لعدم القدرة على العد، وذلك في العام 1879م، والذي عدل فيه من برهانه الذي قدمه عام 1874م. فقام في البداية بتعريف المفهوم الطوبولوجي لمجموعة النقاط (P ) التي تكون " كثيفة في كل مكان في الفاصل الزمني": 
إذا كان (P) يقع جزئيًا أو كليًا في الفاصل الزمني [α،β]، ثم يمكن أن تحدث الحالة الملحوظة وهي أن كل فاصل [γ،δ] الواردة في [α،تحتوي β]، مهما كانت صغيرة، على نقاط P. في هذه الحالة، وقتها يمكن القول إن (P )كثيفة في كل مكان في الفاصل الزمني [α،b]
في هذه المناقشة لبرهان كانتور: a،b ،c ،d تستخدم بدلاً من α،β,γ,δ. بالإضافة إلى ذلك، يستخدم كانتور تدوين الفاصل الزمني فقط إذا كانت نقطة النهاية الأولى أقل من الثانية. بالنسبة لهذه المناقشة، هذا يعني أن ( a ،b ) يعني a<b.
وحيث أن مناقشة برهان كانتور لعام 1874م، تم تبسيطها من خلال استخدام الفواصل المفتوحة بدلاً من الفواصل المغلقة، فهنا أيضًا تم استخدام نفس التبسيط. وهذا يتطلب تعريفًا مكافئًا للكثافة في كل مكان: المجموعة P كثيفة في كل مكان في الفاصل الزمني [ a ،b ] إذا وفقط إذا كانت كل مجال فاصل مفتوح ( c ،d ) من [ a،b ] تحتوي على نقطة واحدة على الأقل من P. 
كانتور لم يحدد عدد نقاط (P ) في فترة زمنية مفتوحة ( c ،d ) التي يجب أن تكون متضمنة. وهو لم يكن بحاجة إلى تحديد ذلك؛ لأن الافتراض القائل بأن كل مجال فاصل مفتوح يحتوي على نقطة واحدة على الأقل من P يعني أن كل مجال فاصل مفتوح يحتوي على عدد لا نهائي من نقاط P. 

### ملاحظة حول برهان كانتور لعام 1879م
قام كانتور بتعديل برهانه الذي قدمه في عام 1874م، ببرهان جديد لنظريته الثانية، والذي ينص على الآتي: إذا أعطيت أي متتالية (P ) من الأعداد الحقيقية x 1 ، x 2 ، x 3 ، وأي فاصل [a ،b ]، يوجد رقم في [ a ،b ] والذي لا يوجد في P. يحتوي برهان كانتور الجديد على حالتين فقط. أولاً، يتعامل مع حالة عدم كون P كثيفًا في الفاصل الزمني، ثم يتعامل مع الحالة الأكثر صعوبة وهي كون P كثيفًا في الفاصل الزمني. وهذا التقسيم لا يشير إلى حالات التسلسلات الأكثر صعوبة في التعامل معها فحسب، بل يكشف أيضًا عن الدور المهم الذي تلعبه الكثافة في البرهان.
في الحالة الأولى، (P ) ليست كثيفة في [a ،b ]. وفقًا للتعريف، (P) كثيفة في [ a ،b ] إذا وفقط إذا لجميع المجالات الفاصلة ( c ،d ) من [ a ،b ]، يوجد x∈P بحيث x ∈ (c, d) . إن أخذ نفي كل جانب من "إذا وفقط إذا" ينتج عنه: P ليس كثيفًا في [ a ،b ] إذا وفقط إذا كان هناك مجال فاصل ( c ،d ) من [ a ،b ] بحيث يكون لجميع x∈p: x ∉ (c, d) . لذلك، كل عدد في ( c ،d ) غير موجود في التسلسل (P). تتناول هذه الحالة الحالة 1 والحالة 3 من برهان كانتور لعام 1874م.
في الحالة الثانية، والتي تتناول الصورة الثانية من برهان كانتور لعام 1874م، تكون (P) كثيفة في [ a ،b ]. يتم استخدام كثافة التسلسل (P) من أجل تحديد تسلسل من الفواصل المتداخلة بشكل متكرر ، والذي يستبعد جميع الأرقام في (P) ويحتوي تقاطعه على رقم حقيقي واحد في [ a ،b ].حيث يبدأ تسلسل الفواصل بـ ( a ، b ). وبالنظر إلى فاصل زمني في التسلسل، يتم الحصول على الفاصل الزمني التالي عن طريق إيجاد الرقمين اللذين لهما أقل المؤشرات التي تنتمي إلى (P) والفاصل الزمني الحالي. وهذان الرقمان يمثلان نقاط النهاية للفاصل الزمني المفتوح التالي. نظرًا لأن الفاصل المفتوح يستبعد نقاط النهاية الخاصة به، فإن كل فاصل متداخل يزيل رقمين من مقدمة التسلسل (P)، مما يعني أن تقاطع الفواصل المتداخلة يستبعد جميع الأرقام في (P). تفاصيل هذا الدليل وبرهان على أن هذا التقاطع يحتوي على عدد حقيقي واحد في [ a ،b ] موضحة أدناه.

## تطور أفكار كانتور
التطور الذي أدى إلى وجود مقالة كانتور عام 1874م، يتضح من خلال المراسلات التي كانت بين كل من: كانتور وريتشارد ديديكيند. في 29 نوفمبر 1873م، حيث قام كانتور بتوجيه سؤال إلى ديديكيند عما إذا كان من الممكن مطابقة مجموعة الأعداد الصحيحة الموجبة ومجموعة الأعداد الحقيقية الموجبة "بحيث يتطابق كل فرد من إحدى المجموعتين، مع فرد واحد فقط من المجموعة الأخرى؟" وأضاف كانتور أن المجموعات التي لها مثل هذه المطابقة تشمل مجموعة الأعداد الكسرية الموجبة، والمجموعات التي على هيئة
( a n 1 ،n 2 ،...,nν )حيثn1 ، n2 ،.. و n ν و ν أعداد صحيحة موجبة. وكان جواب ديديكيند على سؤال كانتور، أنه لم يتمكن من الإجابة على هذا السؤال، وقال إنه "لا يستحق المزيد من الجهد، لأنه لا يحمل أي فائدة عملية خاصة". وأرسل ديدكيند إلى كانتور دليلاً على أن مجموعة الأعداد الجبرية قابلة للعد.
وفي الثاني من ديسمبر، رد كانتور بأن سؤاله مثير للاهتمام: "وأنه سيكون من الجيد أن يتم الإجابة عليه؛ على سبيل المثال، بشرط أن يتم الإجابة بالنفي، والذي سيؤدي إلى أن يكون لدينا دليل جديد على نظرية ليوفيل التي تنص على وجود أعداد متسامية".
في السابع من ديسمبر، أرسل كانتور إلى ديديكيند برهانًا بالتناقض على أن مجموعة الأعداد الحقيقية غير قابلة للعد. ويبدأ كانتور بافتراض أن الأعداد الحقيقية ما بين {\displaystyle [0,1]} يمكن كتابتها على شكل تسلسل. وبناء عليه يطبق كانتور بناء هذا التسلسل لإنتاج رقم في {\displaystyle [0,1]} وهذا ليس في التسلسل، مما يتناقض مع افتراضه.، رسائل الثاني والسابع من ديسمبر تمثلان معًا دليلاً غير بناء على وجود أعداد متسامية. كذلك البرهان الموجود في رسالة كانتور، والتي كانت في السابع من ديسمبر، يوضح بعض الأسباب التي أدت إلى اكتشافه أن الأعداد الحقيقية تشكل مجموعة غير قابلة للعد.
وقد تلقى ديديكيند برهان كانتور في الثامن من ديسمبر. وفي اليوم ذاته، قام ديديكيند بتبسيط البرهان، ومن ثم إرساله بالبريد إلى كانتور. وقد استخدم كانتوربرهان ديديكيند في مقالته. لم يتم نشر الرسالة التي تحتوي على دليل كانتور والتي كانت في السابع من ديسمبر حتى عام 1937م.
وفي التاسع من شهر ديسمبر، قام كانتور بالاعلان عن النظرية التي سمحت له ببناء أعداد متسامية، وكذلك إثبات عدم إمكانية عد مجموعة الأعداد الحقيقية:
"السبب في أن مجموعات الأعداد الحقيقية التي تشكل ما يسمى بالسلسلة المستمرة (مثل جميع الأعداد الحقيقية التي تكون ≥0 و ≥1) لا يمكن أن تتوافق واحدًا لواحد مع المجموعة (ν) [مجموعة الكل أعداد صحيحة موجبة]؛ وهكذا وجدت الفرق الواضح بين ما يسمى بالاستمرارية ومجموعة مثل مجمل الأعداد الجبرية الحقيقية
وهذه هي النظرية الثانية في مقالة كانتور. يأتي ذلك من إدراك أن بناءه يمكن تطبيقه على أي تسلسل، وليس فقط على التسلسلات التي من المفترض أن تحتوي على الأعداد الحقيقية. وهكذا كان أمام كانتور خيار بين برهانين يثبتان وجود الأعداد المتسامية: البرهان الأول بنّاء، والبرهان الثاني ليس بنّاءً. ويمكن عقد مقارنة بين هذين البرهانين، وذلك من خلال البدء بتسلسل يتكون من جميع الأعداد الجبرية الحقيقية.
يطبق البرهان البنائي بناء كانتور على هذا التسلسل والفاصل الزمني [ a ،b ] من أجل إنتاج عدد متسامي في هذه الفترة.
يستخدم البرهان غير البنّاء دليلين بالتناقض:
1. الإثبات بالتناقض المستخدم لإثبات نظرية عدم القدرة على العد (انظر إثبات نظرية عدم القدرة على العد لكانتور ).
2. الإثبات بالتناقض المستخدم لإثبات وجود الأعداد المتسامية من خلال قابلية الأعداد الجبرية الحقيقية للعد وعدم قابلية الأعداد الحقيقية للعد. يذكر خطاب كانتور بتاريخ 2 ديسمبر هذا الإثبات على الوجود ولكنه لا يحتوي عليه. إليك أحد الإثباتات: افترض أنه لا توجد أعداد متعالية في [ a، b ]. ثم جميع الأرقام في [ a ، b ] جبرية. وهذا يعني أنها تشكل تسلسلًا فرعيًا لتسلسل جميع الأعداد الجبرية الحقيقية، وهو ما يتناقض مع نظرية عدم قابلية العد لكانتور. وبالتالي، فإن الافتراض القائل بعدم وجود أعداد متسامية في [a ،b ] خطأ. وبالتالي، يوجد عدد متسامٍ في [ a،b ]. [G]

وقد اختار كانتور نشر البرهان البناء، والذي لا ينتج عددًا متساميًا فحسب، بل إنه أيضًا قصير جدًا ويتجنب الدليلين عن طريق التناقض. إن البرهان غير البنّاء من مطابقة كانتور أبسط من البرهان المذكور أعلاه، لأنه يعمل مع جميع الأعداد الحقيقية وليس الفاصل [ a ، b ]. يؤدي هذا إلى إزالة خطوة التسلسل الفرعي وجميع حالات [ a ،b] في الإثبات الثاني بالتناقض.

## مفهوم خاطئ عن عمل كانتور
أكيهيرو كاناموري، المتخصص في نظرية المجموعات،صرح أن "التفسيرات لأعمال كانتور عكست في الغالب ترتيب استنتاج وجود الأعداد المتسامية، فأثبتت في البداية عدم قابلية الأعداد الحقيقية للعد، ثم استخلصت بعد ذلك استنتاج الوجود من قابلية الأعداد الجبرية للعد. في الكتب المعدة لقاعات الدرس، قد يكون العكس أمرًا حتميًا، لكن هذا قوى من الاعتقاد الخاطئ بأن حجج كانتور غير بناءة".
برهان كانتور المنشور، والبرهان ذو الترتيب العكسي، يستخدمان النظرية التالية: إذا أعطيت سلسلة من الأعداد الحقيقية، فيمكن إيجاد عدد حقيقي غير موجود في السلسلة. ومن خلال تطبيق هذه النظرية على تسلسل الأعداد الجبرية الحقيقية،استطاع كانتور إنتاج عددًا متساميًا. ثم أثبت أن الأعداد الحقيقية غير قابلة للعد: افترض أن هناك تسلسل يحتوي على جميع الأعداد الحقيقية. فإن تطبيق النظرية على هذا التسلسل يؤدي إلى إنتاج عدد حقيقي ليس في التسلسل، مما يتناقض مع الافتراض بأن التسلسل يحتوي على جميع الأعداد الحقيقية. ومن ثم فإن الأعداد الحقيقية غير قابلة للعد. برهان الترتيب العكسي، يبدأ أولاً بالبرهنة على أن الأعداد الحقيقية غير قابلة للعد. وبالتالي، يتم إثبات أن الأعداد المتسامية موجودة: وفي حالة إذا لم تكن هناك أعداد متسامية، فإن جميع الأعداد الحقيقية ستكون جبرية، وبالتالي تكون قابلة للعد، وهو ما يتناقض مع ما تم إثباته للتو. وهذا التناقض يثبت أن الأعداد المتسامية موجودة دون بناء أي منها.

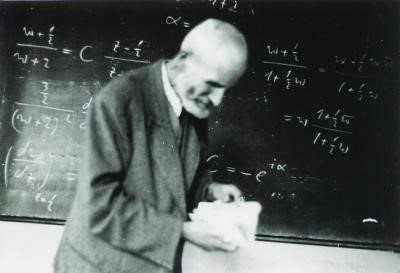
أوسكار بيرون،حوالي عام 1948

المراسلات التي تحتوي على تفكير كانتور غير البناء، تم نشرها في عام 1937م. وبحلول ذلك الوقت، كان علماء الرياضيات الآخرون قد أعادوا اكتشاف برهانه غير البناء والعكسى. وفي وقت مبكر من عام 1921م، أطلق على هذا البرهان اسم "برهان كانتور" وانتُقد لعدم إنتاجه أي أعداد متسامية. وفي ذلك العام، قدم أوسكار بيرون البرهان العكسي ثم ذكر: "... إن برهان كانتور على وجود الأعداد المتسامية، على الرغم من بساطته وأناقته، إلا أن له عيب كبير وهو أنه مجرد برهان على الوجود؛ فهو لا يمكّننا من تحديد حتى رقم متسام واحد."  

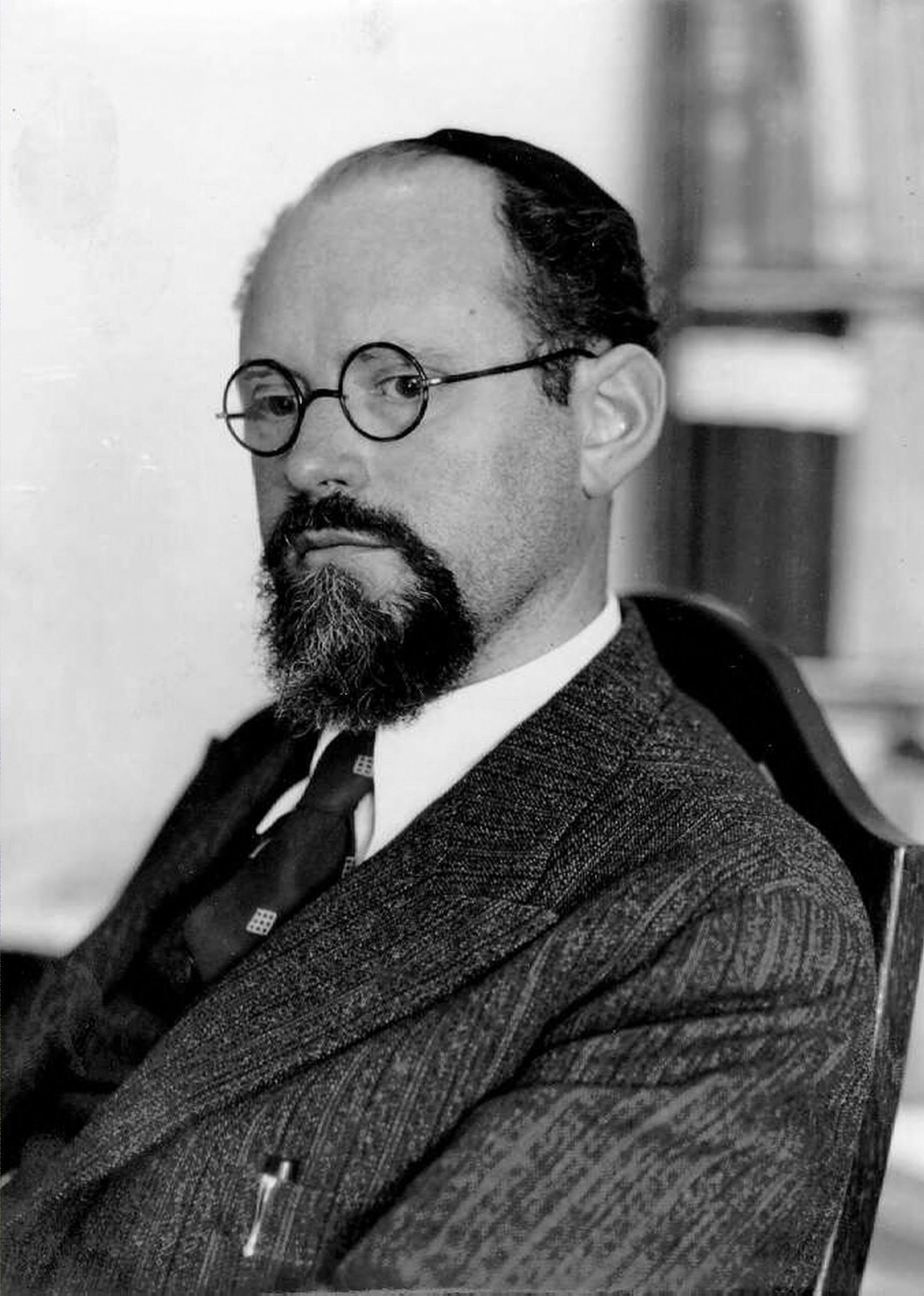
أبراهام فرانكل، بين عامي 1939 و1949

وفي بدايات عام 1930م، حاول بعض علماء الرياضيات تصحيح هذا المفهوم الخاطئ لعمل كانتور. وفي نفس العام ، صرح عالم نظرية المجموعات أبراهام فرانكل أن طريقة كانتور هي "... طريقة بناءة بشكل أساسي وليست مجرد وجودية، على عكس التفسير الشائع". وفي عام 1972م، كتب إيرفينج كابلانسكي: "غالبًا ما يُقال إن برهان كانتور ليس "بناءً"، وبالتالي لا ينتج عددًا متساميًا ملموسًا. هذه الملاحظة غير مبررة. إذا قمنا بإعداد قائمة محددة لجميع الأعداد الجبرية ... ثم طبقنا حجة كانتور القطرية ...، نحصل على عدد متسامي محدد تمامًا (يمكن حسابه لأي عدد من الأماكن العشرية)."   إن برهان كانتور ليس بناء فحسب، بل يمكن اعتباره أيضًا أنه أبسط من برهان بيرون، والذي يتطلب الانعطاف أولاً لإثبات أن مجموعة جميع الأعداد الحقيقية غير قابلة للعد.
غالبًا ما حلت حجة كانتور القطرية محل بنائه الذي قدمه عام 1874م في تفسيراته لبرهانه. الحجة القطرية بناءة، وتنتج برنامج حاسب آلي أكثر كفاءة من بنائه عام 1874م. وباستخدامه، تمت كتابة برنامج حاسب آلي يحسب أرقام عدد متسام في زمن حدودي. يتطلب البرنامج الذي يستخدم بناء كانتور لعام 1874م وقتًا أقل من الأس على الأقل. 
يوضح عرض البرهان غير البنّاء دون ذكر البرهان البنّاء لكانتور في بعض الكتب التي حققت نجاحًا كبيرًا كما يقاس بطول الوقت الذي ظهرت فيه الطبعات الجديدة أو إعادة الطباعة - على سبيل المثال: كتاب Irrationalzahlen لأوسكار بيرون (1921م؛ 1960م، الطبعة الرابعة)، وكتاب Men of Mathematics لإريك تومبل بيل (1937م؛ لا يزال قيد إعادة الطباعة)، وكتاب An Introduction to the Theory of Numbers لغودفري هاردي وإي إدوارد ميتلاند رايت (1938م؛ الطبعة السادسة 2008م)، وكتاب A Survey of Modern Algebra لغاريت بيركهوف وساندرز ماك لين (1941م؛ الطبعة الخامسة 1997م)، وكتاب Calculus لمايكل سبيفاك (1967م؛ الطبعة الرابعة 2008م).  ومنذ عام 2014م، ظهر كتابان على الأقل يؤكدان أن برهان كانتور بنّاء،  في حين ظهرت أربعة كتب على الأقل تؤكد أن برهانه لا يبني أي (أو واحد) متسامي.
إن الزعم بأن كانتور قدم حجة غير بناءة دون الإشارة إلى البرهان البناء الذي نشره يمكن أن يؤدي إلى بيانات خاطئة حول تاريخ الرياضيات. في استطلاع للجبر الحديث، ذكر بيركهوف وماك لين: " حجة كانتور لهذه النتيجة [ليس كل عدد حقيقي جبري]، تم رفضها في بداية الأمر من قبل العديد من الرياضيين؛ لأنها لم تظهر أي عدد متسامي محدد."  إن البرهان الذي نشره كانتور ينتج أعدادًا متسامية، ولا يبدو أن هناك أي دليل على رفض حجته. حتى ليوبلد كرونكر، الذي كانت لديه آراء صارمة بشأن ما هو مقبول في الرياضيات، والذي كان من الممكن أن يؤخر نشر مقال كانتور، ولكنه لم يفعل ذلك. في واقع الأمر، يؤدي تطبيق بناء كانتور على تسلسل الأعداد الجبرية الحقيقية إلى عملية محدودة قبلها كرونكر - أي أنها تحدد رقمًا إلى أي درجة مطلوبة من الدقة. 

## تأثير فايرشتراس وكرونكر على مقالة كانتور

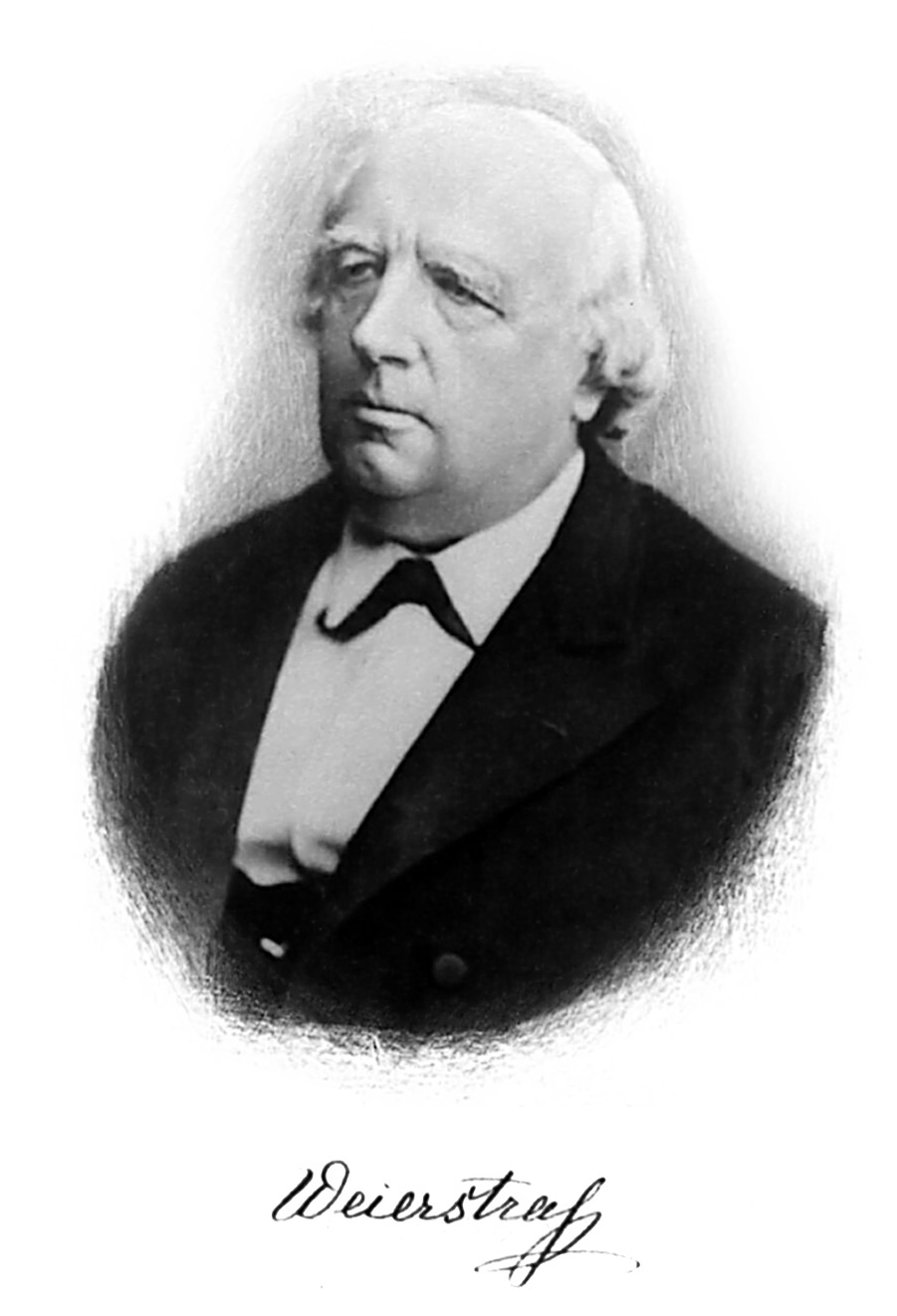
كارل وييرستراس

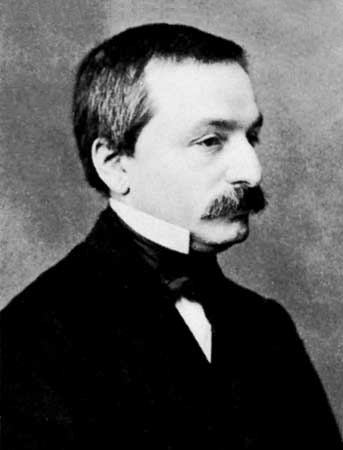
ليوبولد كرونيكر، 1865

مؤرخو الرياضيات، قاموا باكتشاف الحقائق التالية حول مقالة كانتور المعنونة بــ "حول خاصية مجموعة كل الأعداد الجبرية الحقيقية":
- تم حذف نظرية عدم قابلية العد لكانتور من المقالة التي قدمها. أضافها أثناءمراجعة المسودة.[39]
- يشير عنوان المقال إلى مجموعة الأعداد الجبرية الحقيقية. كان الموضوع الرئيسي في مراسلات كانتور هو مجموعة الأعداد الحقيقية.[40]
- الدليل على نظرية كانتور الثانية جاء من ديديكيند. ومع ذلك، فإنه يغفل تفسير ديديكيند لسبب وجود الحدود ∞a  و ∞b  .[41]
- اقتصر كانتور في نظريته الأولى على مجموعة الأعداد الجبرية الحقيقية. الدليل الذي كان يستخدمه يوضح إمكانية عد مجموعة جميع الأعداد الجبرية.[17]

ولتوضيح هذه الحقائق، أشار المؤرخون إلى تأثير أستاذي كانتور السابقين، كارل فايرشتراس وليوبولد كرونيكر. حيث ناقش كانتور نتائجه مع فايرشتراس في 23 ديسمبر 1873م. وقد انبهر فايرشتراس في بداية الأمر بمفهوم القدرة على العد، إلا أنه بعد ذلك وجد أن القدرة على العد لمجموعة الأعداد الجبرية الحقيقية مفيدة. كانتور لم تكن لديه الرغبة في النشر بعد، لكن ايرشتراس شعر أنه يجب عليه على الأقل نشر نتائجه المتعلقة بالأعداد الجبرية.
ومن خلال مراسلاته، يبدو أن كانتور ناقش مقالته مع فايرشتراس فقط. ومع ذلك، قال كانتور لديديكيند: "التقييد الذي فرضته على النسخة المنشورة من تحقيقاتي ناجم بشكل جزئي عن ظروف محلية ..."  يعتقد كاتب سيرة كانتور جوزيف دوبن أن "الظروف المحلية" تشير إلى كرونيكر الذي، بصفته عضوًا في هيئة تحرير مجلة كريل، قام بتأخيرنشر مقال عام 1870م بقلم إدوارد هاين، أحد زملاء كانتور. أرسل كانتور مقالته إلى مجلة كريل.
نصح فايرشتراس كانتور باستبعاد نظرية عدم القابلية للعد من المقالة التي قدمها، لكن عاد وأخبر كانتور أيضًا أنه يمكنه إضافتها كملاحظة هامشية أثناء مراجعة المسودة، وهو ما فعله كانتور. ويظهر ذلك في ملاحظة في نهاية مقدمة المقال. وقد لعبت آراء كرونيكر وفايرشتراس دوراً هنا. لم يقبل كرونيكر المجموعات اللانهائية، ويبدو أن فايرشتراس لم يقبل أن مجموعتين لانهائيتين يمكن أن تكونا مختلفتين إلى هذا الحد، بحيث تكون إحداهما قابلة للعد والأخرى غير قابلة للعد. وإن كان فايرشتراس قد غير من رأيه لاحقًا. بدون نظرية عدم القدرة على العد، كانت المقالة بحاجة إلى عنوان لا يشير إلى هذه النظرية. اختار كانتور ("حول خاصية مجموعة كل الأعداد الجبرية الحقيقية")، والتي تشير إلى قابلية العد لمجموعة الأعداد الجبرية الحقيقية، وهي النتيجة التي وجدها فايرشتراس مفيدة.
يتضح مدى تأثير كرونيكر في إثبات نظرية كانتور الثانية. وعلى الرغم من استخدام كانتور لنسخة ديدكيند من البرهان، إلا أنه ترك سبب كون الحدود a∞=lim n→∞a n و b ∞=lim n→∞b n موجود. لقد استخدم ديديكيند "مبدأ الاستمرارية" لإثبات وجودهم. يأتي هذا المبدأ (الذي يعادل أدنى خاصية الحد الأعلى للأعداد الحقيقية) من بناء ديديكيند للأعداد الحقيقية، وهو البناء الذي لم يقبله كرونيكر.
على الرغم من أن ديديكيند أرسل لكانتور برهانًا يتناول جميع الأعداد الجبرية. غير أن كانتور اقتصر  في نظريته الأولى على مجموعة الأعداد الجبرية الحقيقية. لقد فعل كانتور هذا لأسباب توضيحية، وبسبب "الظروف المحلية". ومثل هذا التقيد يؤدي إلى تبسيط المقالة؛ لأن النظرية الثانية تعمل مع المتتاليات الحقيقية. ومن ثم، يمكن تطبيق البناء في النظرية الثانية مباشرة على تعداد الأعداد الجبرية الحقيقية؛ من أجل إنتاج "إجراء فعال لحساب الأعداد المتسامية". سيكون هذا الإجراء مقبولاً لدى فايرشتراس.

## مساهمات ديديكيند في مقالة كانتور

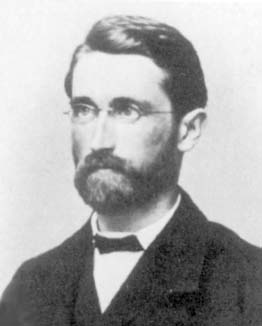
ريتشارد ديديكيندحوالي عام 1870

منذ عام 1856م،قام ديديكيند بتطوير نظريات تتضمن عددًا لا نهائيًا من المجموعات اللانهائية - ومنها على سبيل المثال: المثاليات، التي استخدمها في نظرية الأعداد الجبرية، وحد ديديكيند، التي استخدمها لبناء الأعداد الحقيقية. وقد مكنه هذا العمل من فهم أعمال كانتور والمساهمة فيها.
مساهمة ديدكيند الأولى، كانت متعلقة بنظرية مفادها: أن مجموعة الأعداد الجبرية الحقيقية قابلة للعد. وعادة ما يُنسب الفضل في هذه النظرية إلى كانتور، لكن المؤرخ الرياضي خوسيه فيريروس يطلق عليها اسم "نظرية ديديكيند". والمراسلات بينهم تكشف عن مساهمة كل عالم رياضيات في النظرية.
في رسالته التي قدم فيها مفهوم العد، ذكر كانتور بدون برهان أن مجموعة الأعداد النسبية الموجبة قابلة للعد، وكذلك المجموعات من النموذج ( a n 1 ،n 2 ،...,nν ) حيث n1 ،n 2 ،... ,n ν و ν أعداد صحيحة موجبة. النتيجة الثانية لكانتور تستخدم عائلة مفهرسة من الأرقام: مجموعة من النموذج ( a n 1 ،n 2 ،...,nν ) هو مدى الدالة من مؤشرات ν إلى مجموعة الأعداد الحقيقية. نتيجة كانتور الثانية تتضمن نتيجته الأولى: دع ν=2 و n 1 ،n 2=n1n2 الدالة يمكن أن تكون عامة جدًا—على سبيل المثال، n 1 ،n 2 ،n 3 ،n 4 ،n 5= (n1n2)
رد ديدكيند ببرهنة النظرية التي تنص على أن مجموعة جميع الأعداد الجبرية قابلة للعد. في رد كانتورعلى ديدكيند، لم يزعم أنه أثبت نتيجة ديدكيند. لقد أشار إلى كيفية إثباته لنظريته حول العائلات المفهرسة للأرقام: "إن برهانك أن ( n ) [مجموعة الأعداد الصحيحة الموجبة] يمكن أن ترتبط بشكل واحد لواحد بحقل جميع الأرقام الجبرية هو تقريبًا نفس الطريقة التي أثبت بها افتراضي في الرسالة الأخيرة. أنا آخذ
n 1 2+n 2 2+···+n v 2={\displaystyle {\mathfrak {N}}} وترتيب العناصر وفقًا لذلك."  وعلى الرغم من ذلك،  فترتيب كانتور أضعف من ترتيب ديديكيند، ولا يمكن توسعته إلى مجموعات- {\displaystyle n}   للأعداد الصحيحة التي تحتوي على أصفار.
وعن المساهمة الثانية لديديكيند فهي برهانه لنظرية كانتور الثانية. وقد أرسل ديدكيند هذا البرهان ردًا على رسالة كانتور التي تضمنت نظريتة في عدم القدرة على العد، والتي أثبتها كانتور مستخدمًا عدد لا نهائي من المتتاليات. بعد ذلك كتب كانتور أنه وجد برهانًا أبسط لا يستخدم عددًا لا نهائيًا من المتتاليات. لذلك كان أمام كانتور الخيار بين البراهنين، واختار نشر برهان ديديكيند.
وجه كانتور الشكر لديديكيند على مساعدته بشكل خاص، فيقول: "... تعليقاتك (التي أقدرها بشدة) وطريقة طرحك لبعض النقاط كانت ذات فائدة كبيرة بالنسبة لي."  ومع ذلك، لم يذكر مساعدة ديديكيند في مقالته. كما أنه في مقالات سابقة، اعترف بالمساعدة التي تلقاها من كل من: كرونيكر، ووييرستراس، وهيني، وهيرما شفارتس. وقد تسبب فشل كانتور في ذكر مساهمات ديداكيند إلى الإضرار بعلاقته مع ديداكيند. توقف ديديكيند عن الرد على رسائله ولم يستأنف المراسلات حتى أكتوبر 1876م. 

## إرث مقالة كانتور
وطرحت مقالة كانتور نظرية عدم القدرة على العد، وكذلك مفهوم القدرة على العد. وكلاهما من شأنه أن يؤدي إلى تطورات كبيرة في الرياضيات. نظرية عدم القدرة على العد، أثبتت أن التقابلات بين واحد لواحد يمكن استخدامها لتحليل المجموعات اللانهائية. وفي عام 1878م، قام كانتور باستخدامهم  لتحديد ومقارنة العناصر الأساسية. كما قام ببناء مطابقات فردية لإثبات أن المساحات ذات الأبعاد n R n (حيث R هي مجموعة الأعداد الحقيقية) ومجموعة الأعداد غير النسبية لها نفس عدد الأعداد مثل R.  
في عام 1883م، قام كانتور بتوسيع الأعداد الصحيحة الموجبة باستخدام الأعداد الترتيبية اللانهائية. وقد كان هذا التوسع ضروريًا لعمله على نظرية كانتور-بنديكسون . كانتور اكتشف استخدامات أخرى للأعداد الترتيبية، فعلى سبيل المثال، قام كانتور باستخدام مجموعات من الأعداد الترتيبية، من أجل إنتاج عدد لا نهائي من المجموعات التي تحتوي على أعداد لا نهائية مختلفة. وقد أدى عمل كانتور على المجموعات اللانهائية جنب إلى جنب مع عمل ديديكيند النظري، إلى إنشاء نظرية المجموعات.
مفهوم القدرة على العد، أدى إلى عمليات وموضوعات قابلة للعد، والتي تم استخدامها في مجالات مختلفة من الرياضيات. على سبيل المثال، في عام 1878م، قدم كانتور اتحادات قابلة للعد للمجموعات. في تسعينيات القرن التاسع عشر، استخدم إيميل بوريل الاتحادات القابلة للعد في نظريته للقياس ، واستخدم رينيه بير الترتيبات القابلة للعد لتحديد فئات الدوال الخاصة به. بناءً على عمل بوريل وبير، أنشأ هنري لوبيغ نظرياته في القياس والتكامل، والتي نُشرت من عام 1899م إلى عام 1901م.
النماذج القابلة للعد، مستخدمة في نظرية المجموعات. ففي عام 1922م، أثبت ثورالف سكوليم أنه إذا كانت البديهيات التقليدية لنظرية المجموعات متسقة ، فإنها تحتوي على نموذج قابل للعد. وحيث أن هذا النموذج قابل للعد، فإن مجموعة الأعداد الحقيقية الخاصة به قابلة للعد. تسمى هذه النتيجة بمفارقة سكوليم، وقد أوضح سكوليم لماذا لا يتعارض ذلك مع نظرية عدم قابلية العد لكانتور: على الرغم من وجود توافق واحد لواحد بين هذه المجموعة ومجموعة الأعداد الصحيحة الموجبة، إلا أن مثل هذه التوافقات لا تشكل عنصرًا في النموذج. وبالتالي فإن النموذج يعتبر مجموعة الأعداد الحقيقية الخاصة به غير قابلة للعد، أو بتعبير أدق، فإن عبارة الدرجة الأولى التي تقول إن مجموعة الأعداد الحقيقية غير قابلة للعد،تكون صحيحة داخل النموذج. وفي عام 1963م، استخدم عالم الرياضيات الأمريكي بول كوهين نماذج قابلة للعد، من أجل إثبات نظرياته المستقلة.